# 亨利·希姆斯
亨利·希姆斯（英語：Henry Sims，1990年3月27日—）為美国男子篮球运动员，大学毕业并效力于乔治城大学。

## 职业生涯
希姆斯从乔治城大学毕业后，他决定参加2012年NBA选秀，不过他没有被任何一支球队选中。希姆斯随后代表犹他爵士参加了同年的NBA夏季联赛，并场均可以贡献4.3分2.3个篮板球。2012年9月10日，希姆斯被纽约尼克斯签下，然而，他在10月27日又被尼克斯队裁员。同年11月，希姆斯与NBA发展联盟的伊利海鷹签下一份合同。次年2月4日，希姆斯入选了当年的NBA发展联盟全明星阵容。
2013年3月4日，希姆斯与新奥尔良黄蜂签下一份为期10天的合同。希姆斯为黄蜂出战两场，场均贡献两分一个篮板球。他在8天后被球队裁员，因为球队签下了路易斯·阿蒙德森。之后他重返坎顿剑客，但在4月1日，他的合同被坎顿剑客买断。一天以后，希姆斯和菲律宾篮球联赛的皮特伦火箭助推器队签下一份合同。
希姆斯代表夏洛特山猫出战了2013年的NBA拉斯维加斯夏季联赛。同年9月30日，希姆斯接受了克利夫兰骑士的邀请，签下一份训练营合同。在骑士期间，希姆斯两次被下放到NBA发展联盟的坎顿剑客。次年2月20日，他与厄尔·克拉克一起被骑士队交易到费城76人，以换取76人队的中锋斯班瑟·霍伊斯。
在2014年3月22日，希姆斯在输给芝加哥公牛拿下刷新职业生涯新高的15个篮板球，外加18分。13天之后，希姆斯又在面对波士顿凯尔特人的比赛中贡献24分，刷新职业生涯新高。
2016年12月15日，中国男子篮球职业联赛山西猛龙表示選擇希姆斯作為球隊禁區備用外援。12月23日，山西猛龙表示由於萨缪尔·戴勒姆波特受傷，由希姆斯暫時頂替。2017年2月4日，山西猛龙宣布戴勒姆波特的傷勢已恢復，替換希姆斯出戰剩餘賽事。

## NBA生涯数据
| 賽季     | 球隊         | GP | GS | MPG  | FG%  | 3P%  | FT%  | RPG | APG  | SPG  | BPG  | PPG  |
| -------- | ------------ | -- | -- | ---- | ---- | ---- | ---- | --- | ---- | ---- | ---- | ---- |
| 2012–13  | 新奥尔良黄蜂 | 2  | 0  | 2.5  | .667 | .000 | .000 | 1.0 | .000 | .000 | .000 | 2.0  |
| 2013–14  | 克里夫兰骑士 | 20 | 0  | 8.4  | .400 | .000 | .571 | 2.8 | .3   | .3   | .4   | 2.2  |
| 2013–14  | 费城76人     | 26 | 25 | 27.2 | .489 | .000 | .766 | 7.0 | 1.8  | .9   | .5   | 11.8 |
| 生涯平均 |              | 48 | 25 | 18.3 | .477 | .000 | .744 | 5.0 | 1.1  | .6   | .4   | 7.4  |

- 来源：[4]

## 个人趣事
2011年，希姆斯代表乔治城大学来到中国与八一篮球队进行一场友谊赛，在比赛中两队出现冲突，希姆斯被八一球员举起板凳殴打而险些受伤。